# Mohammad Al Sarraj
Mohammad Al Sarraj (* 6. November 1998 in Amman) ist ein ehemaliger jordanischer Squashspieler.

## Karriere
Mohammad Al Sarraj begann seine professionelle Karriere in der Saison 2016 und gewann sechs Titel auf der PSA World Tour. Seine höchste Platzierung in der Weltrangliste erreichte er mit Position 82 im November 2017. Mit der jordanischen Nationalmannschaft nahm er mehrfach an Asienmeisterschaften teil, sein Debüt gab er 2012 im Alter von 14 Jahren. Bei den Asienspielen 2014 gehörte er ebenfalls zum jordanischen Aufgebot. 2017 wurde er Asienmeister bei den Junioren.

## Erfolge
- Gewonnene PSA-Titel: 6